# Crveno oko (medicina)
Crveno oko, u medicini,  nespecifičan je izraz za opisivanje oka koje je crveno zbog bolesti, ozljede ili nekih drugih stanja. „Konjuktivalna injekcija“ i „krvave oči“ dva su oblika crvenih očiju.
Budući da je to česta neugodna pojava, ne čudi što se liječnici primarne zdravstvene zaštite često bave pacijentima s crvenim očima. Kada se susretne s crvenim okom, liječnik primarne zaštite mora ocijeniti radi li se o hitnom slučaju koji zahtijeva upućivanje specijalistu i brzo djelovanje ili pak o benignom stanju koje se može lako i efikasno riješiti. 
Termin crvene oči obično se odnosi na hiperemiju površinskih krvnih žila konjunktive, sklere i episklere, a crvene oči mogu biti uzrokovane i bolestima ili poremećajima ovih ili susjednih struktura, koje mogu na njih utjecati izravno ili neizravno.

## Uzroci
Postoje mnogi uzroci crvenog oka uključujući konjuktivitis, blefaritis, akutni glaukom, ozljede, subkonjuktivalno krvarenje, upaljen pterigij, upaljene pingvekule, sindrom suhog oka, prsnuće krvne žile, te korištenje droga uključujući marihuanu.

## Ispitivanja
Neki znakovi i simptomi crvenog oka predstavljaju upozorenje da je osnovni uzrok ozbiljan i zahtijeva hitan pregled. Osoba koja obavlja pregled mora uočiti eventualne upozoravajuće znakove i simptome.
Postoji šest opasnih znakova: konjuktivalna injekcija, cilijarno crvenilo (cirkumkornealna injekcija), edem ili zamućenje rožnice, obojena rožnica, abnormalna veličina zjenice i abnormalan intraokularni tlak.

### Vidna oštrina
Smanjena vidna oštrina ukazuje na ozbiljnu očnu bolest kao što je upala rožnice, iridociklitis i glaukom. Nikad se ne javlja u jednostavnom konjuktivitisu bez istovremene zahvaćenosti rožnice.

### Cilijarno crvenilo
Cilijarno je crvenilo crveni ili ljubičasti prsten oko rožnice oka. Obično je prisutno u očima koje imaju upalu rožnice, iridociklitis ili akutni glaukom, a nije prisutno kod jednostavnog konjuktivitisa. 

### Zamućenje rožnice
Zamućenja rožnice uvijek ukazuju na to da je riječ o ozbiljnoj bolesti. Zamućenje se može otkriti pomoću oftalmoskopa ili, u očitijim slučajevima, pomoću ručne svjetiljke. Ta zamućenja mogu biti rožnična, nalik maglici (uglavnom zbog edema rožnice), ili lokalizirana kao kod ulcerirane rožnice ili rožnice zahvaćene keratitisom. 

### Oštećenje epitela rožnice
Oštećenja rožničnog epitela mogu se otkriti bojenjem oka fluoresceinom i pažljivim promatranjem oka pomoću kobalt-plavog svjetla jer se oštećenja epitela oboje i reflektiraju fluorescentnu zelenu svjetlost. Ove vrste oštećenja mogu nastati zbog upale ili ozljede rožnice.

### Poremećaji zjenice
Oko s iridociklitisom ima užu zjenicu od drugog oka, što je uzrokovano refleksnim spazmom sfinktera zjenice. Kao opće pravilo - konjuktivitis ne utječe na zjenicu. Kod akutnog glaukoma zatvorenog komornog kuta zjenica je srednje široka.

### Plitka prednja sobica
Plitka prednja sobica obično ukazuje na neki problem. Ako je oko crveno, plitka prednja sobica može upućivati na akutni glaukom, što zahtijeva hitnu pozornost.

### Poremećaji intraokularnog tlaka
Intraokularni tlak treba mjeriti u sklopu rutinskog pregleda oka. Obično je poremećen kod iridociklitisa ili akutnog glaukoma zatvorenog kuta, a ne kod relativno benignih stanja. U iritisu i traumatskim perforirajućim ozljedama oka tlak je obično nizak.

### Proptoza
Proptoza, ili pomak očne jabučice prema naprijed, može biti uzrokovana infekcijom orbite ili bolešću kavernoznog sinusa. Kronična proptoza najčešće je uzrokovana bolestima štitnjače kao što je Gravesova bolest.  

## Važni upozoravajući simptomi
Postoje tri glavna opasna simptoma u crvenom oku: smanjena vidna oštrina, jaka bol u oku i fotofobija (osjetljivost na svjetlo). 

### Zamućen vid
Zamućen vid često označava ozbiljnu očnu bolest. Zamućenje koje se pogoršava treptanjem govori u prilog iscjetku na očnoj površini.

### Jaka bol
Oni koji boluju od konjuktivitisa mogu se tužiti na blage iritacije ili grebanja, ali nikad na jaku bol. Jaka je bol indikator keratitisa, ulceracije rožnice, iridociklitisa ili akutnog glaukoma.

### Fotofobija
Fotofobija (strah od svjetla) najtipičnija je za iritis, ali joj uzrok može biti i akutni glaukom.

### Obojeni halo
Obojen halo ukazuje na edem rožnice i upozorava na moguću prisutnost akutnog glaukoma.
|  | Molimo pročitajte upozorenje o korištenju medicinskih informacija. Ne provodite liječenje bez savjetovanja s liječnikom! |